# Sjóminjasafnið í Reykjavík

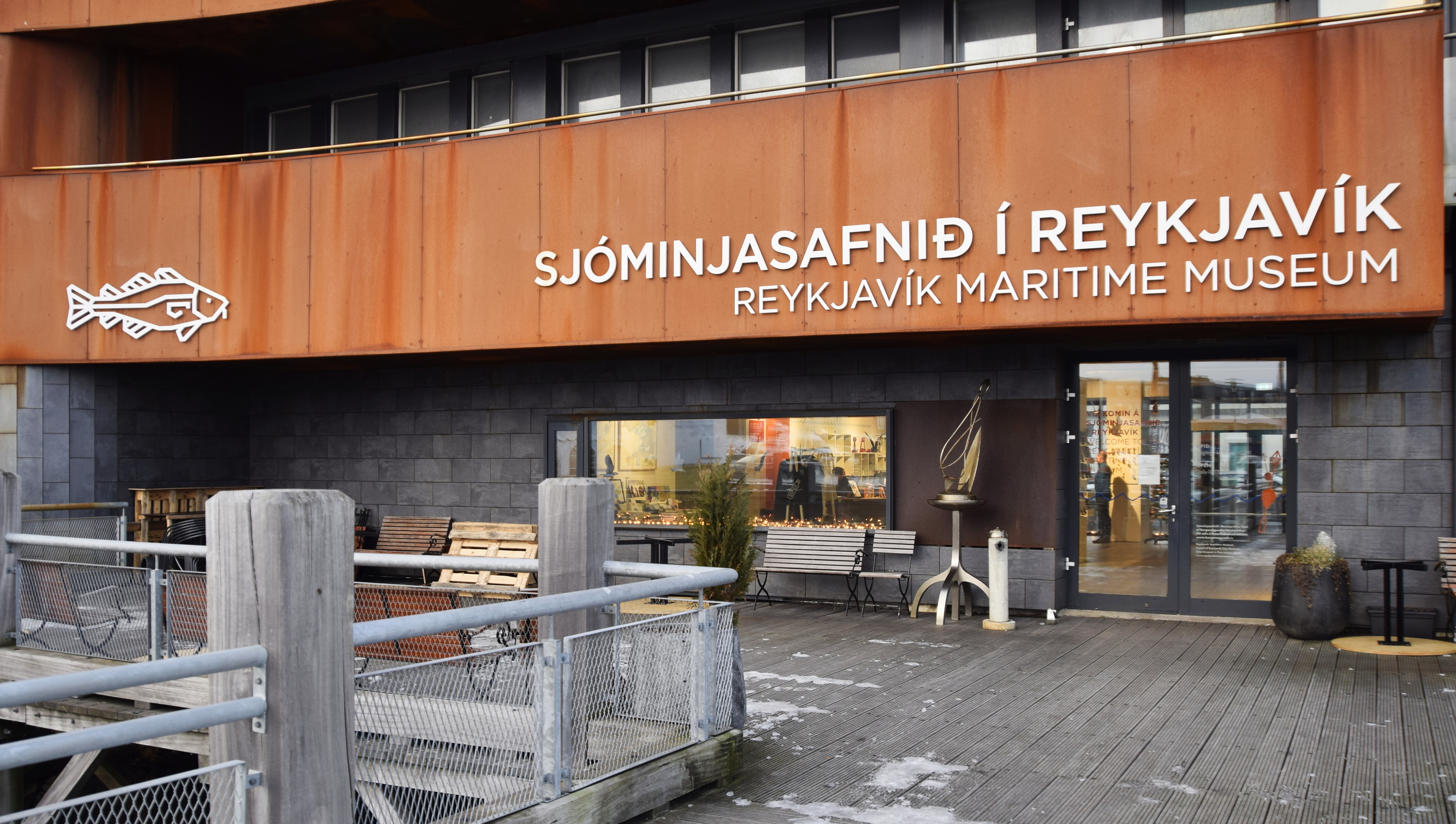
Reykjavík Maritime Museum, 2020

Sjóminjasafnið í Reykjavík (czyt. [ˈsjouːˌmɪnjaˌsapnɪð i ˈreiːcaˌviːk]; Muzeum Morskie w Reykjaviku) – muzeum morskie znajdujące się w starym porcie stolicy Islandii, Reykjavíku. Założone zostało w 2005 roku i jest obecnie jednym z pięciu obiektów należących do Muzeum Miejskiego w Reykjaviku. Można zobaczyć w nim siedem wystaw pokazujących historię Islandii od wczesnych osad do końca XX wieku. Ważną częścią muzeum jest statek straży przybrzeżnej Óðinn. W 2008 roku statek przekształcono w wystawę muzealną poświęconą wojnom dorszowym w latach 50. i 70 między Islandią a Wielką Brytanią. Muzeum koncentruje się na historii rybołówstwa na Islandii. Znajdują się w nim także wystawy czasowe szeroko związane z tematyką morza. 

## Historia

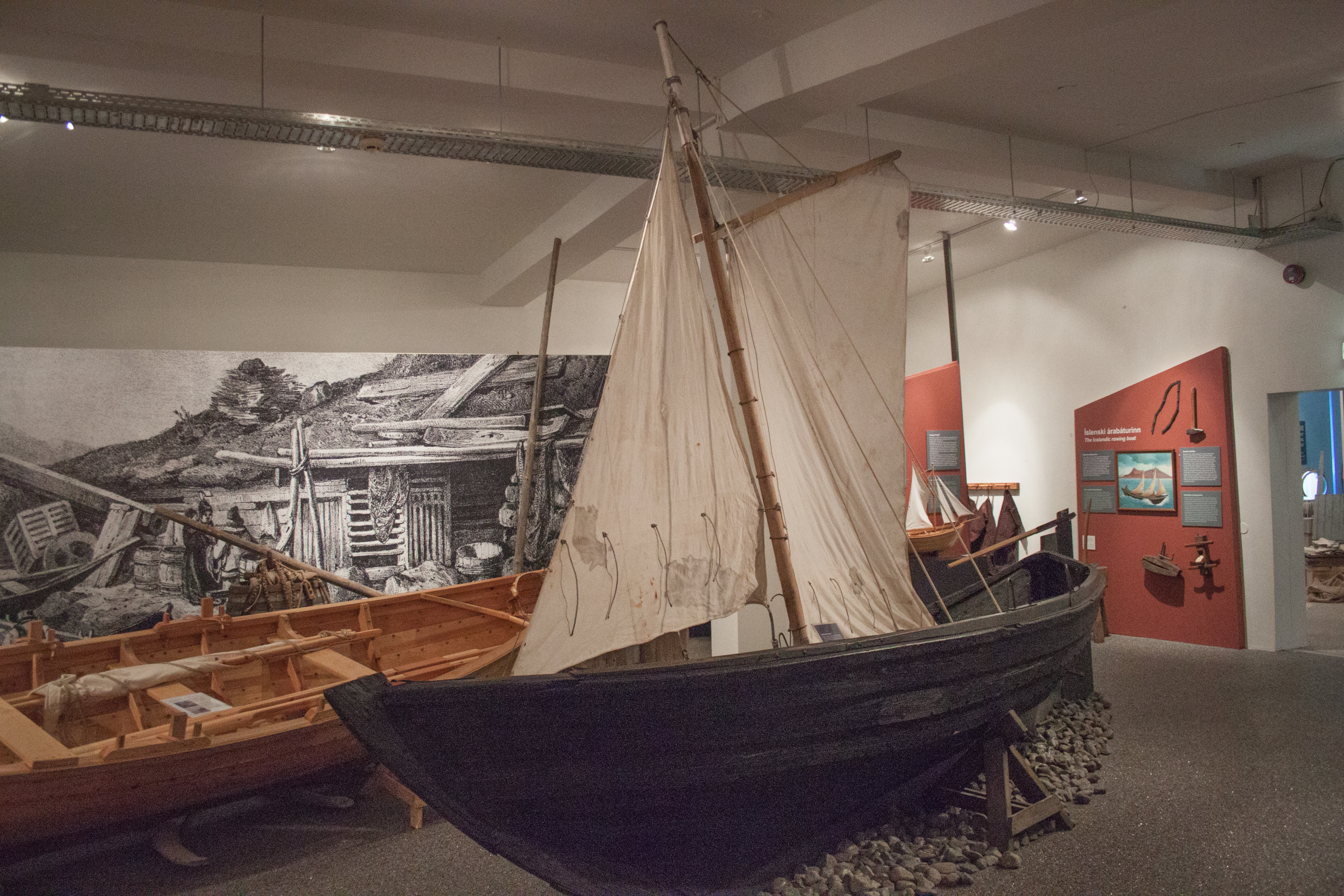
Łódź rybacka Farsael, zbudowana w 1907 roku

Budynek, w którym mieści się muzeum, został zbudowany w 1947 roku na wysypisku śmieci Grandi. Mieściła się w nim mroźnia ryb. W 1959 r. Miejskie Przedsiębiorstwo Rybackie w Reykjaviku (BÚR) kupiło zakład i stał się on jednym z największych przetwórców filetów z karmazyna. W 1985 r. działalność zamrażalni została przeniesiona w inne miejsce. Przez kolejne 20 lat budynek stał nieużywany, aż został gruntownie wyremontowany, by w 2002 r. Rada Miasta Reykjavík mogła założyć w nim muzeum morskie.
Muzeum zostało otwarte w 2005 roku i przez pierwsze trzy lata zajmowało tylko drugie piętro budynku. Na przełomie lat 2007/2008 zamknięto muzeum w celu renowacji parteru. W czerwcu 2008 otworzono cztery nowe wystawy. 
W 2009 r. muzeum powiększyło się ponownie o nową wystawę w dawnym magazynie oraz kawiarnię muzealną, która została otwarta w miejscu wcześniej wynajmowanym przez muzeum. Obecnie muzeum posiada siedem sal z różnorodnymi wystawami, od wystaw fotograficznych po eksponaty stuletnich łodzi, w tym dawny statek straży przybrzeżnej Óðinn, zakupiony przez muzeum w lutym 2008 roku. Statek jest przycumowany do pomostu obok muzeum i został udostępniony do zwiedzania dla gości w ramach wycieczek z przewodnikiem.

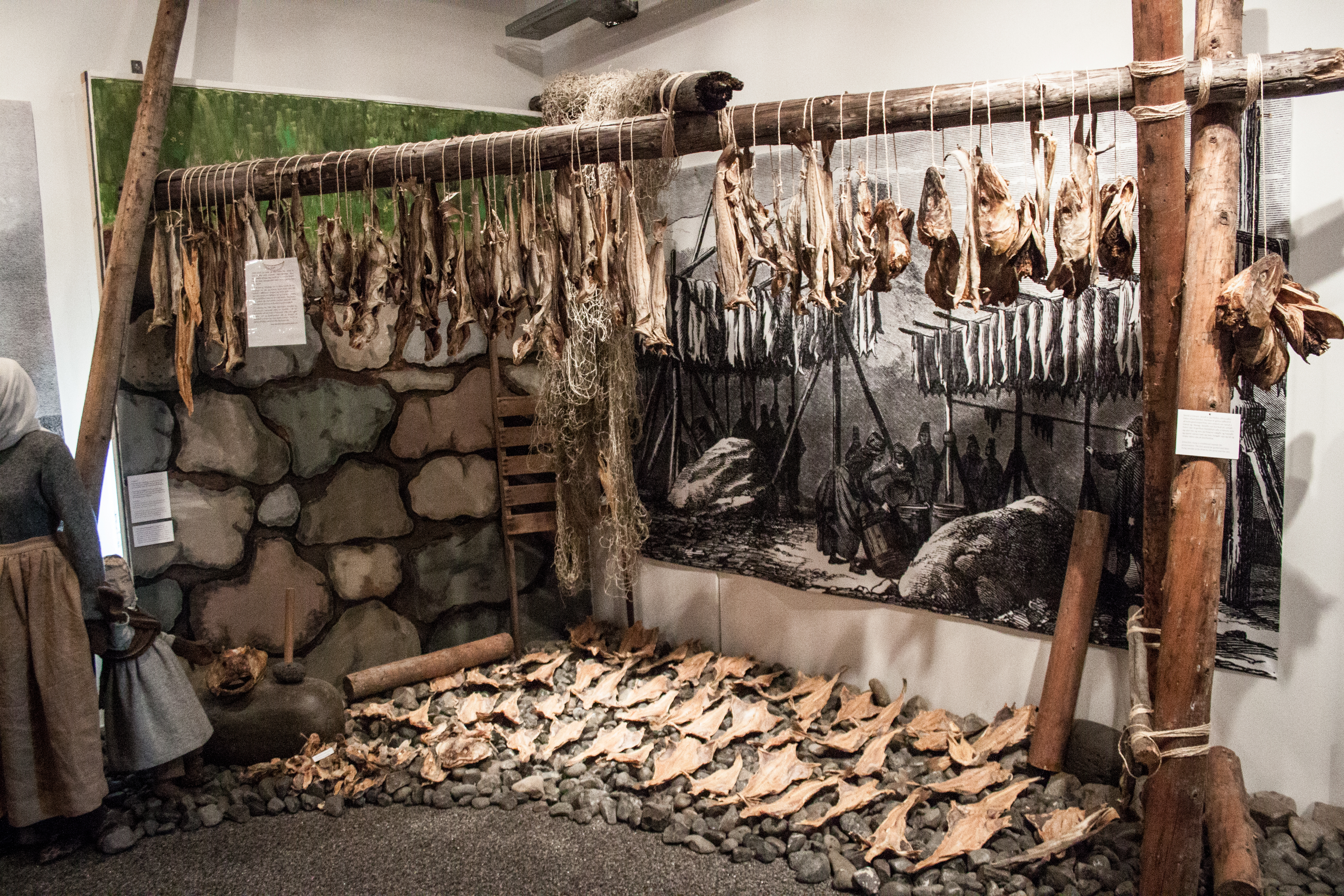
Wystawa suszonych ryb